# Rainaldo di Urslingen

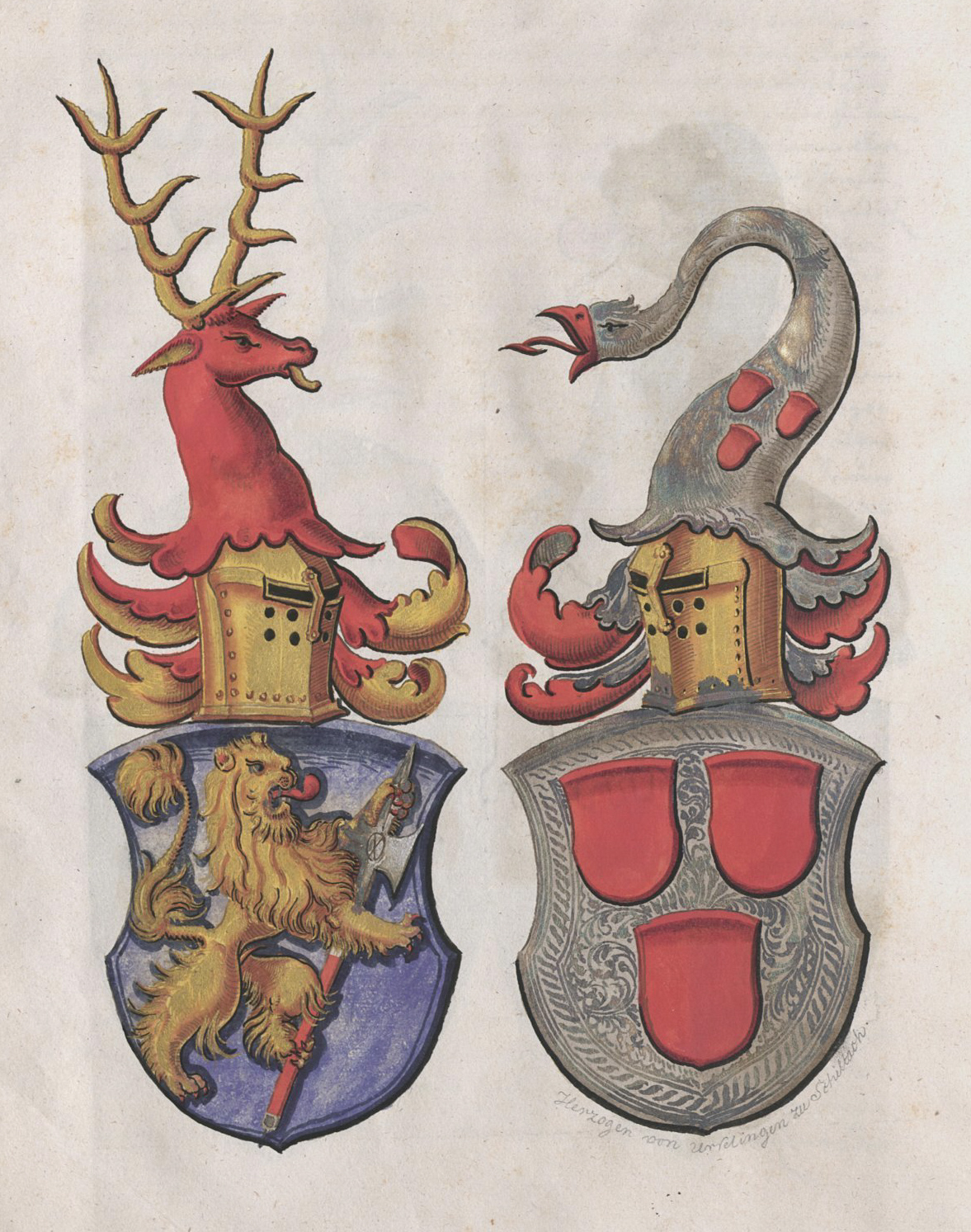
Lo stemma degli Urslingen (a destra), a fianco di quello degli Zimmern

Rainaldo di Urslingen (o Rinaldo o Ranaldo; 1185 circa) è stato un politico e diplomatico tedesco di età federiciana. Esponente degli Urslingen, famiglia aristocratica di origine sveva, ebbe importanti incarichi da Federico II di Svevia, prima di cadere in disgrazia nel 1231.

## Biografia
Figlio di Corrado di Urslingen e fratello di Bertoldo, Rainaldo fu anch'egli duca di Spoleto, come suo padre.
Rainaldo fu anche uno dei pochi tedeschi che Federico II volle attorno a sé, affidandogli peraltro incarichi delicati e di notevole rilievo: lo nominò dapprima legato in Toscana. In seguito, tra il 1228 e il 1229, quando Federico fu impegnato in Medio Oriente per la sesta crociata, Rainaldo fu nominato amministratore di vasti territori dell'Italia centrale e reggente del Regno di Sicilia.
Entrò in contrasto con il papato per le sue ambizioni sul ducato di Spoleto, che egli rivendicava per parte paterna.
In seguito cadde in disgrazia per alcune irregolarità compiute proprio nella gestione degli incarichi affidatigli dall'imperatore: dopo un'inchiesta disposta dall'imperatore, fu privato di ogni carica nel 1231. Dovette abbandonare le sue rivendicazioni e per qualche tempo finì anche imprigionato, ma fu poi graziato dall'imperatore.

### Echi letterari
Nella veste di vicario imperiale durante la crociata di Federico II, Rainaldo di Urslingen compare come personaggio letterario nel finale della commedia elegiaca Paolino e Polla, opera di Riccardo da Venosa.